# ʻĀinapō Trail
L'ʻĀinapō Trail est un sentier de randonnée américain dans le comté d'Hawaï, à Hawaï. Il escalade les pentes sud-est du Mauna Loa jusqu'à atteindre les bords de la caldeira Mokuʻāweoweo. Ce faisant, il dessert l'abri ʻĀinapō Trail puis pénètre dans le parc national des volcans d'Hawaï avant de s'achever aux abords de la Mauna Loa Cabin. 
Le sentier est aussi appelée Menzies Trail, en hommage à Archibald Menzies, le premier visiteur étranger à gravir la montagne en 1794. 
L'ʻĀinapō Trail est inscrit au Registre national des lieux historiques depuis le 30 août 1974.